# Kornelis Sietsma

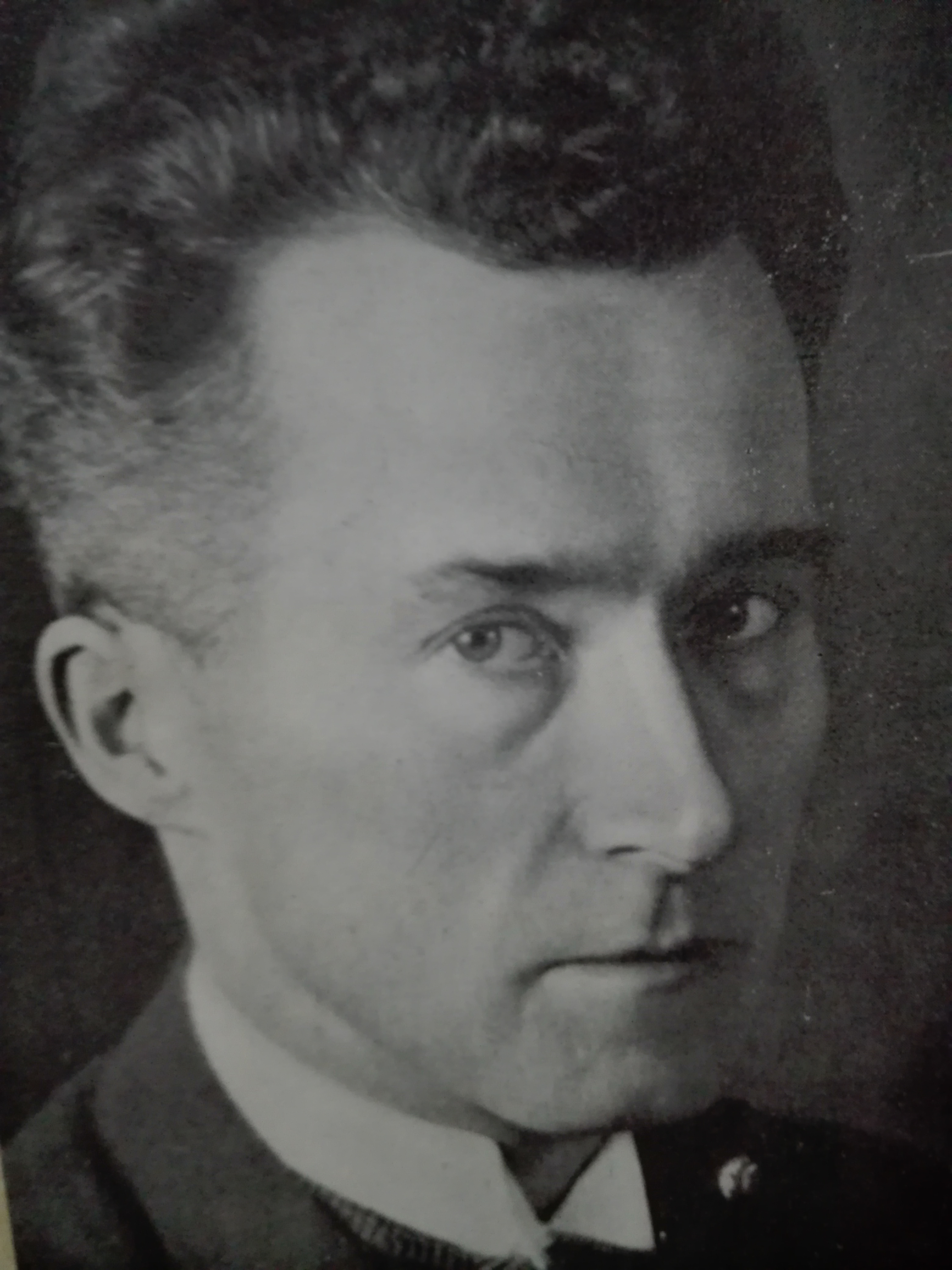
Kornelis Sietsma

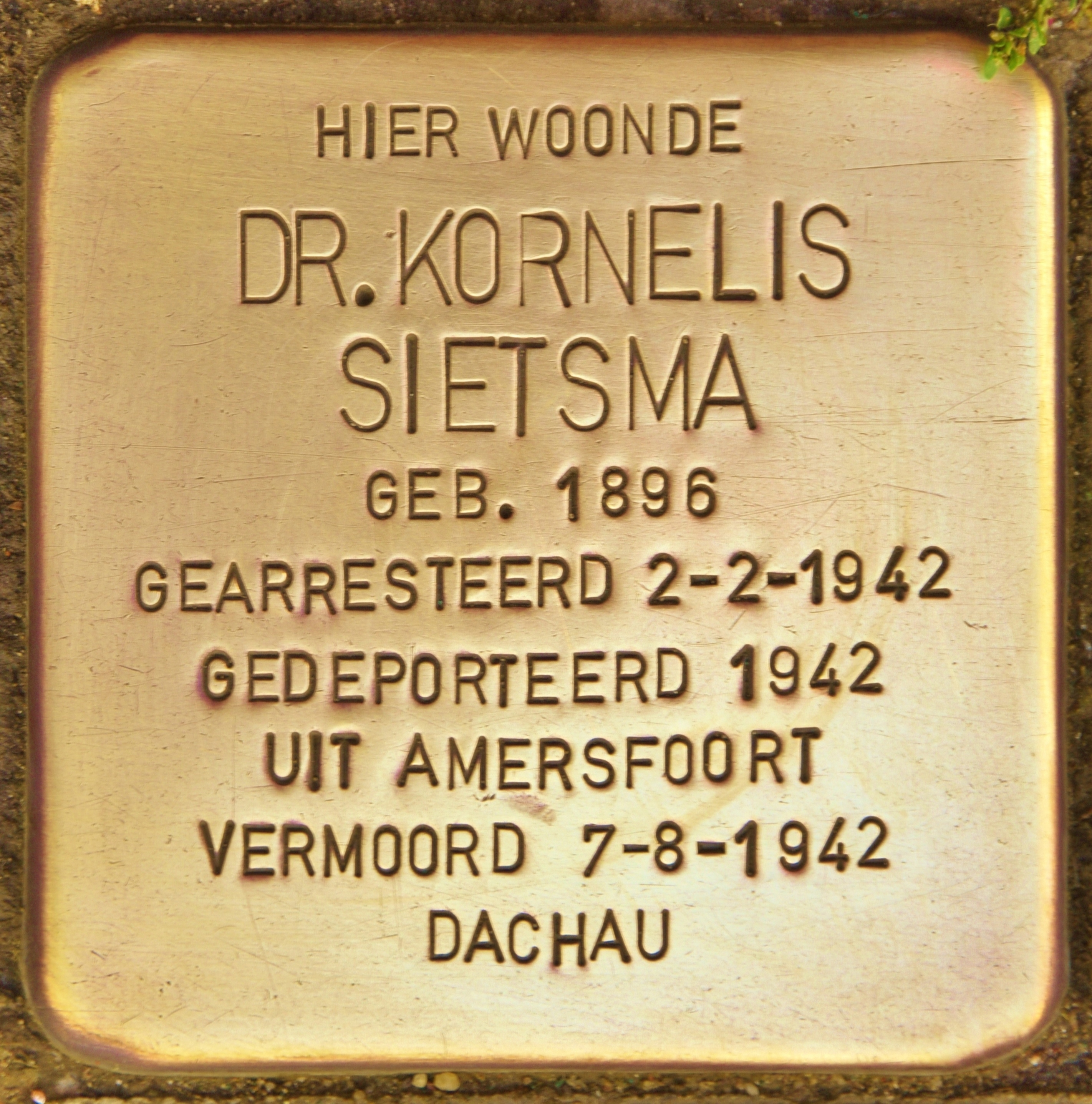
Stolperstein or struikelsteen (Dutch) in front of his house in Amsterdam, Valeriusplein 5.

Kornelis Sietsma (Nijega, Smallingerland, 25 augustus 1896 – Dachau, 7 september 1942) was een theoloog en gereformeerd predikant, die vanwege een kerkdienst in de Amsterdamse Schinkelkerk, waarin hij bad voor prinses Beatrix en waarin een collecte gehouden werd voor zending onder het Joodse volk, werd gearresteerd en uiteindelijk weggevoerd naar concentratiekamp Dachau. Daar stierf hij op 7 september 1942.

## Leven en werk
Kornelis Sietsma, met als roepnaam Kees, werd geboren op 25 augustus 1896 in Nijega, Smallingerland, als vierde zoon van Heine Sietsma en Grietje Akkerman. Vader Heine stamde uit een familie die bewust gekozen had voor de Afscheiding van 1834 en was boer. Eerst in loondienst en later op een eigen boerderij. Kees werd ingeschakeld bij het werk op de boerderij, maar wilde graag leren en verder studeren. In 1920 begon hij zijn studie theologie aan de Theologische Hogeschool van de gereformeerde kerken in Kampen en voltooide die, tot en met de kandidaatsfase, in 1924. In datzelfde jaar trouwde hij met J. Dekker en werd predikant in Schoondijke, Zeeland. In 1928 nam hij een beroep aan te Eindhoven en bleef ondertussen studeren.
Hij schreef veel zogenaamde 'schetsen', met studiemateriaal voor speciale doelgroepen, zoals verpleegsters en jongeren. Ook publiceerde hij een deel over het Bijbelboek Job in een serie van De Bijbel toegelicht voor het Nederlandse volk. In 1930 legde hij het doctoraalexamen af aan de Vrije Universiteit Amsterdam en in 1933 promoveerde hij daar, bij dr. D.H.Th. Vollenhoven, met een proefschrift over de Duitse theoloog Adolf von Harnack. In 1934 werd hij beroepen door de kerk te Amsterdam-Zuid en dit zou zijn laatste standplaats zijn voor zijn arrestatie en wegvoering.
Kornelis Sietsma en zijn vrouw hadden vijf kinderen. Ze woonden aan het Valeriusplein 5 in Amsterdam-Zuid (Museumkwartier), waar een struikelsteen (Stolperstein) voor hem is geplaatst. Die geeft als sterfdatum 7 augustus, maar andere bronnen noemen 7 september als sterfdatum. Sietsma ging vaak voor in de Schinkelkerk aan de Amstelveenseweg. Dit kerkgebouw is verbouwd en heeft nu een andere bestemming.
Op 1 februari 1942 bad K. Sietsma in de dienst voor prinses Beatrix, die op de dag ervoor (31 januari) vier jaar geworden was (in ballingschap). Ook werd er gecollecteerd voor de zending onder de Joden. Voorafgaand aan de dienst was hij ervoor gewaarschuwd dat er verraders of verklikkers in de kerk zouden komen, maar Sietsma zag niet van de kerkdienst af. Dat was een geloofsdaad. Hij heeft daar geen spijt van gehad, blijkt uit latere berichten. Een derde feit moet nog genoemd worden: hij preekte in die dienst over de verzoekingen van Jezus in de woestijn, met de oproep om niet te buigen voor verleidingen tot macht. Ook deze toepassing is later door de Duitse bezetters als aanklacht tegen hem aangevoerd.
De dag erna, 2 februari 1942 is Sietsma gearresteerd, naar het Huis van Bewaring aan de Weteringschans gebracht en later naar kamp Amersfoort, vanwaar hij getransporteerd is naar concentratiekamp Dachau in Zuid-Duitsland. Daar is hij gestorven op 7 september 1942, onder meer aan de gevolgen van dysenterie.
Enkele predikanten, die dit kamp en de oorlog overleefden, noemen Kornelis Sietsma in hun boek, waaronder J. Overduin in Hel en hemel van Dachau en H. Knoop in Een theater in Dachau.
De weduwe van Kornelis Sietsma, J. Sietsma-Dekker, emigreerde na de oorlog met haar gezin naar Australië.
In het voorportaal van de Willem de Zwijgerkerk is een gedenksteen geplaatst met de namen van vijf omgekomenen, waaronder Kornelis Sietsma.

## Voornaamste publicaties
- Adolf von Harnack, voornamelijk als dogmahistoricus, 1933, Delft. Dissertatie.
- Goddelijke souvereiniteit en menselijke verantwoordelijkheid, 1941; Amsterdam; fotografische herdruk 1982.
- De ambtsgedachte, bewerkt door Dr. G. Brillenburg Wurth, Amsterdam, 1941-1942.
- De zelfrechtvaardiging Gods, zeven preken uit het boek Job; Amsterdam, 1939
- Het gezin in de branding, 's Gravenhage, Rotterdam, 1939.
- Het Christelijk Leven, Amsterdam, 1938-1939.